# Ocrepeira
Ocrepeira là một chi nhện trong họ Araneidae.